# 日本体育大学女子短期大学部
日本体育大学女子短期大学部（にほんたいいくだいがくじょしたんきだいがくぶ、英語: Women’s Junior College of Nippon Sport Science University）は、東京都世田谷区深沢7-1-1に本部を置いていた日本の私立大学である。1953年に設置され、2015年に廃止された。大学の略称は日体短大部（にったいたんだいぶ）または日体大短大部（にったいだいたんだいぶ）。

## 概観

### 大学全体
- 東京都世田谷区内に所在した日本の私立短期大学で設置主体は学校法人日本体育大学
- 1953年に日本体育大学女子短期大学として開学。当初は1学科体制だったが、増設により2学科さらに2008年度より専攻科を置く。
- 2012年度の入学生を最後に[注釈 2]、短期大学としての使命を終える[注釈 3]

### 教育および研究
- 日本体育大学女子短期大学部における教育
- 体育科：全国でも少数の学科で、｢陸上競技｣や｢ダンス｣・｢柔道｣・｢剣道｣・｢バスケットボール｣などの実技科目のほか｢学校保健｣や｢スポーツ医学｣などの理論・実習も学ぶ。
- 幼児教育保育科：保育のエキスパートとして必要な科目のほかに｢体操競技」・「バレーボール｣・｢サッカー｣・｢ダンス｣などの実技科目や｢キャンプ実習｣・｢スキー実習｣など体育（野外教育）・スポーツ科学系（研究並びに実習）の科目にも力を入れ、スポーツ実技ができる、スポーツ実技が教えられる指導者を育てている。

### 学風および特色
- 日本体育大学女子短期大学部は教養豊かな女子体操指導者を養成することをねらいに設立された。開学当初より、日本体育大学に併設されており、50 年以上の歴史がある。
- 新入生導入教育プログラムが実施されている、女子は荏原体育（集団演技）が必修。
- 富士登山実習　短大部全学生履修。

## 沿革
- 1953年
  - 3月22日 左記を以て文部省[注 1]より短期大学の設置が認可される[注 2]。
  - 4月1日 日本体育大学女子短期大学（にほんたいいくだいがくじょしたんきだいがく）が以下の学科体制にて開学[8]。
    - 体育科 入学定員60名

  - 5月1日 学生数[9]/定員
    - 体育科 74[注釈 4]/120
- 1963年
  - 4月1日 以下の学科を増設する[10]。
    - 保育科 入学定員30名

  - 5月1日 学生数[11]/定員
    - 体育科 374[注釈 4]/120
    - 保育科 16[注釈 4]/30
- 1964年
  - 5月1日 学生数[12]/定員
    - 体育科 323[注釈 4]/120
    - 保育科 29[注釈 4]/60
- 1984年
  - 4月1日 以下、入学定員増あり[注 3]。
    - 体育科 60→120
    - 保育科 30→50

  - 5月1日 学生数[18]/定員
    - 体育科 285[注釈 4]/180
    - 保育科 133[注釈 4]/80
- 1985年
  - 5月1日 学生数[19]/定員
    - 体育科 296[注釈 4]/240
    - 保育科 139[注釈 4]/100
- 1986年
  - 5月1日 学生数[20]/定員
    - 体育科 312[注釈 4]/240
    - 保育科 140[注釈 4]/100
- 1987年
  - 5月1日 学生数[21]/定員
    - 体育科 305[注釈 4]/240
    - 保育科 145[注釈 4]/100
- 1992年
  - 5月1日 学生数[注 4]/定員
    - 体育科 294[注釈 4]/240
    - 保育科 145[注釈 4]/100
- 1999年
  - 5月1日 学生数[24]/定員
    - 体育科 280[注釈 4]/240
    - 保育科 130[注釈 4]/100
- 2005年
  - 4月1日 日本体育大学女子短期大学部と改称[注 5]。
- 2006年
  - 4月1日 保育科を幼児教育保育科と改称[注 6]。
- 2008年
  - 4月1日 専攻科の設置が認められ、以下の課程を設ける[注 7]。
    - 保育専攻[注 8] 入学定員50名

保育専攻科（一年コース）を設置（保育士資格取得）
- 2012年
  - 4月1日 この年度で短期大学としての学生募集を最終とする[注釈 2]。
- 2015年
  - 8月31日 左記をもって正式に廃止となる[注釈 3]。

## 基礎データ

### 所在地
- 東京都世田谷区深沢7-1-1[注釈 1]

### 当時の交通アクセス
- 最寄りの交通機関は｢日本体育大学前｣バス停留所で以下の各駅からの便があった[32]。
  - 東急田園都市線桜新町駅徒歩15分。
  - 東急大井町線等々力駅徒歩20分。
  - 東急東横線都立大学駅
  - 小田急小田原線成城学園前駅
  - 目黒駅

### 象徴
- 日本体育大学女子短期大学部のカレッジマークは日体大とおなじものとなっていた。
- 6つの花弁を持った花桜である。
- 體大の立字が校章である。
- ユニホームには略称のNITTAI又はNITTAIDAI・英略称ＮＳＳＵを使用していた[注 9]。

## 教育および研究

### 組織

#### 学科
- 体育科 入学定員120名[注釈 5]
- 幼児教育保育科 入学定員50名[注釈 5]

#### 専攻科
- 保育専攻 入学定員50名

#### 別科
- なし

##### 取得資格について
教職課程
- 幼稚園教諭二種免許状：幼児教育保育科
- 中学校教諭二種免許状（保健体育）：体育科[注 10]

資格
- 保育士:幼児教育保育科を卒業後に専攻科に進学して必要な単位（1年間）を修得する必要があった。尚、専攻科の学生募集は2008年度から開始された。

## 学生生活

### 部活動・クラブ活動・サークル活動
- 日本体育大学女子短期大学部のクラブ活動[32]
  - 体育系：体操競技・合気道・スキー・スケート・卓球・テニス・トライアスロン・軟式野球ほか多数
  - 文化系：体育指導研究会・英会話・音楽・写真・文芸・放送・家政ほか多数

### 学園祭
- 日本体育大学女子短期大学部の学園祭は日体大と同様に、「日体フェスティバル」と呼ばれ毎年、概ね11月に実施されていた[32]。

## 大学関係者と組織

### 大学関係者一覧
- 日本体育大学の人物一覧　大学関係者一覧参照（短期大学卒業生も含む）

## 施設

### キャンパス
- 短大独自のキャンパスはなく、日体大と共同で使用されていた[32]。

### 寮
- 日本体育大学女子短期大学部には日体大と同様、「和泉寮」と称した学生寮があった[32]。

## 対外関係

### 系列校
- 日本体育大学

## 卒業後の進路について

### 編入学・進学実績
- 両学科含めて日本体育大学への編入学（専攻科進学も含む）が多いものとなっている。少数ではあるが、東京教育大(現筑波大)学・東京学芸大・順天堂大学等のスポーツ科学・健康系の大学に編入する学生もいる。2006年度においては68%進学（日体大等含む）・教員18%・企業14%。

## 公式サイト
- 日本体育大学女子短期大学部